# Peltidium perplexum
Peltidium perplexum är en kräftdjursart som beskrevs av Thompson och Scott 1903. Peltidium perplexum ingår i släktet Peltidium och familjen Peltidiidae. Inga underarter finns listade i Catalogue of Life.